# Armer Ritter (Film)
Armer Ritter ist die 1980 geschaffene Aufzeichnung des Fernsehens der DDR einer Inszenierung des gleichnamigen Kindermärchens in 5 Akten von Peter Hacks unter der Regie von Irmgard Lange am Schauspielhaus Karl-Marx-Stadt.

## Handlung
Der arme Ritter lebt mit seinem Knappen Kaspar auf einer fast verfallenen Burg und betreibt Rübenanbau in seinem Garten. Von seinen Vettern Gurlewanz und Firlefanz wurde er um sein Erbe geprellt, indem sie seinen Namen auf dem Erbschein unkenntlich machten.
Diesen Vettern begegnet er aber auf seinem Weg zum Drachen Feuerschief, den er töten will. Sie waren zwar früher da, treten aber dem armen Ritter das Recht ab, mit dem Drachen zu kämpfen, da sie selbst zu feige dazu sind. Natürlich kämpft der arme Ritter mit dem Drachen und schlägt ihm alle dreizehn Köpfe ab. Als Dank dafür erhält er vom Rosenkönig dessen hübsche Tochter, die Blütenprinzessin, zur Frau. Die beiden hinterhältigen Vettern lassen natürlich auch hier dem armen Ritter den Vortritt, da sie damit rechnen, dass dieser getötet wird und sie anschließend nur noch den König töten müssen, um das Königreich zu bekommen. Denn so einfach ist das Zusammenkommen des armen Ritters mit der Prinzessin nicht, weil diese nicht nur überall mit Rosen bestückt ist, sondern auch mit den dazu gehörigen Dornen und jeder der die Prinzessin küssen oder umarmen will, wird automatisch von den Dornen zu Tode gestochen. Diese Besonderheit erfährt der Knappe Kaspar von der Bediensteten der Prinzessin und versucht natürlich, seinen Herrn von ihr fernzuhalten.
Was keiner wusste: Man sollte der Blumenprinzessin widersprechen, denn mit jedem „Nein“ welches man ihr entgegnete, verlor sie eine ihrer Dornen. Als der arme Ritter hinter dieses Geheimnis kommt, schleudert er der Prinzessin ein hundertfaches „Nein“ entgegen, bis sie alle ihre Dornen verloren hat und so steht einer glücklichen Verbindung nichts mehr im Wege. Natürlich werden der treue Knappe Kaspar und die nette Gretel auch ein Paar.

## Produktion
Die Premiere dieser Inszenierung fand am 18. Dezember 1978 in der Ausstattung von Volker Walther und der Dramaturgie von Gudrun Ziller im Opernhaus Karl-Marx-Stadt statt.
Die Erstausstrahlung erfolgte im 1. Programm des Deutschen Fernsehfunks am 26. Dezember 1980.

## Kritik
Christel Hoffmann schrieb in der Berliner Zeitung, dass diese Inszenierung von Irmgard Lange zeigt, welch hohes künstlerisches Ergebnis möglich ist, wenn ein Ensemble mit gleichem Ernst und Engagement für Kinder wie für Erwachsene spielt.
In der Zeitschrift Theater der Zeit meinte man, dass das Stück Vergnügliches mit Poetischen vereint und die spannende Geschichte listig mit intellektuellem Hintersinn verbindet. Auf keinen Fall ist das Stück naiv.